# Massacre des Juifs d'York
 (mai 2017).
Si vous disposez d'ouvrages ou d'articles de référence ou si vous connaissez des sites web de qualité traitant du thème abordé ici, merci de compléter l'article en donnant les références utiles à sa vérifiabilité et en les liant à la section « Notes et références ».
 (juillet 2019).
Le contenu est difficilement compréhensible vu les erreurs de traduction, qui sont peut-être dues à l'utilisation d'un logiciel de traduction automatique.
Le massacre des Juifs d'York est une émeute anti-juive suivie d'un suicide collectif et d'un massacre qui s'est déroulée dans la ville d'York (Angleterre) les 16 et 17 mars 1190. Pour des raisons politiques, économiques et religieuses (départ de Richard Cœur de Lion - protecteur de la communauté juive - pour la croisade, tensions théologiques entre le clergé chrétien et les intellectuels juifs, souhaits de certains nobles et bourgeois d'effacer des dettes contractées auprès de créanciers juifs), une foule attaque la communauté juive d'York. Réfugié dans la tour Clifford pour bénéficier de la protection du commandant militaire de la ville, les juifs s'y retrouvent piégés. Ne voulant pas accéder à la demande de la foule de se convertir au christianisme, une partie des juifs se suicident. Après des échauffourées, la tour est incendiée et les survivants massacrés.

## Contexte
Au Moyen Âge, la ville d'York accueillait une communauté juive florissante. Les restrictions sur les Juifs et leurs professions étaient nombreuses, et parmi les quelques métiers qui leur étaient autorisés figuraient le change d'argent et l'usure, métiers interdits aux Chrétiens. Le système financier permettait un financement significatif du royaume grâce aux impôts prélevés sur les intérêts des prêts que les Juifs facturaient aux Chrétiens. Ainsi, s'est créé un capital disponible pour la famille royale et le royaume. La cour a pris davantage d'indépendance vis à vis de l'aristocratie - grâce aux Juifs - et a pu prendre un plus grand contrôle de l'économie féodale dans la région. Cette situation a engendré une haine profonde envers les Juifs de la part de l'aristocratie, qui dépendait de la royauté. Cependant, la présence du roi sur l'île empêchait toute action de l'aristocratie contre les Juifs. En fait, la noblesse menaçait de se rebeller à tout moment contre la couronne et ses sujets qui contrôlaient le royaume. Pour apaiser ces tensions la Grande Charte, ou Magna Carta est signée.
En 1190, le roi Richard Cœur de Lion part pour le Proche-Orient afin de se joindre à la Troisième Croisade,,. Protecteur de la communauté juive dans le royaume, l'absence du roi expose la population juive à des exactions.

## Les événements du massacre

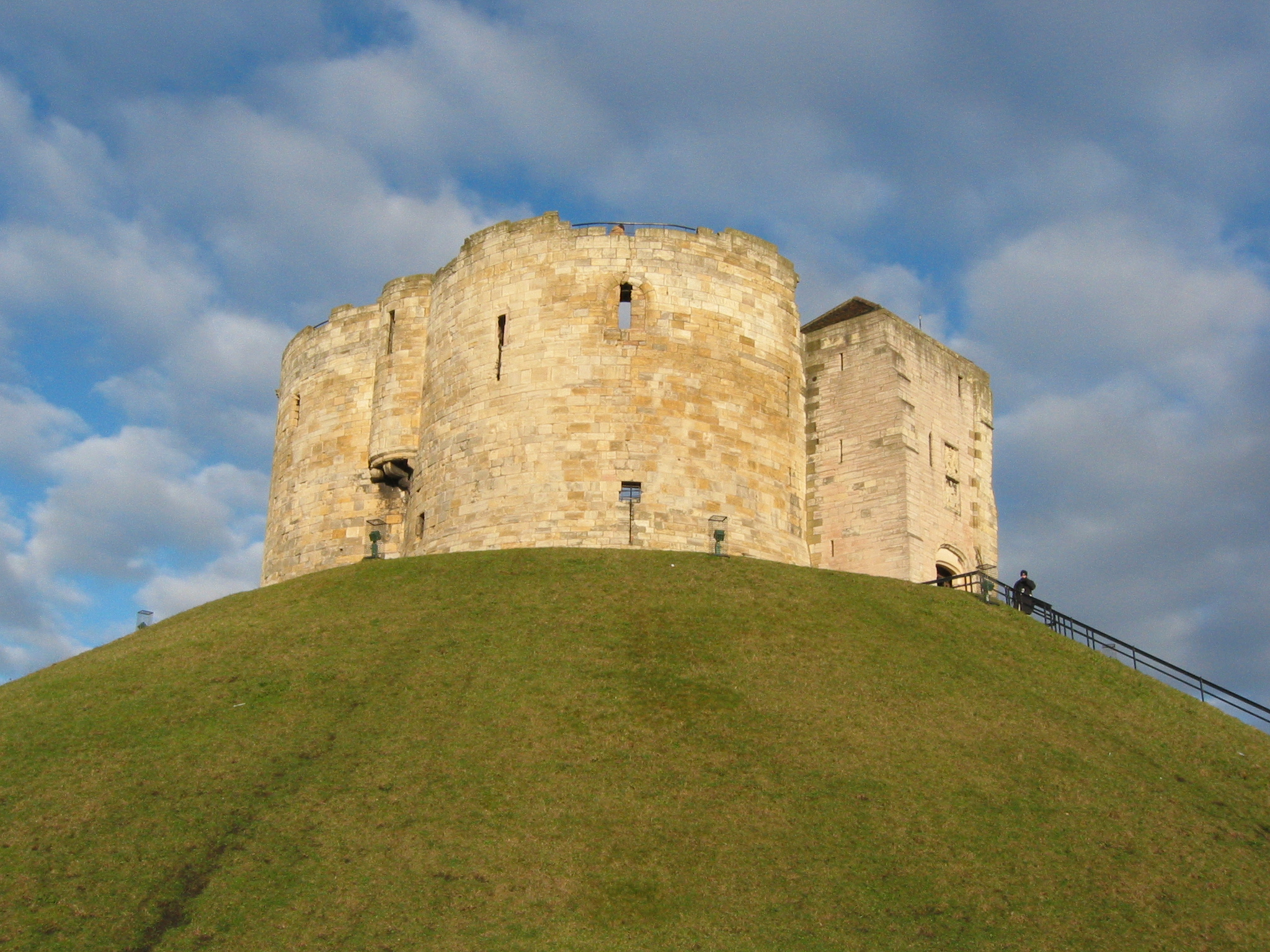
Le château de Clifford construit sur le lieu de la tour où les Juifs furent assiégés.

Après le départ du shérif d’York pour la troisième croisade, un incendie se déclara dans la ville. Une foule de citoyens de York qui auraient été encouragés par de riches nobles de la ville qui voulaient effacer leurs dettes envers leurs créanciers juifs,se forma pour se retourner contre les Juifs locaux.
De nombreux Juifs de la ville, dirigés par l'un des disciples de Rabbenou Tam - Rabbi Yom Tov de Joigny, nommé rabbin de la communauté depuis peu - sollicitèrent l'aide du connétable chef de district, qui en tant que représentant du roi leur offrit sa protection dans la tour du roi du château d'York où ils se rassemblèrent et se trouvèrent bloqués. Plus tard, lorsque le chef de district qui avait dû quitter les lieux pour d'autres affaires voulut re rentrer, les juifs très inquiets par la tournure prise par les événements  refusèrent, ce qui représentait un affront à l'autorité royale. Les soldats du connétable se joignirent alors à la foule rassemblée qui assiégeait la forteresse. Dans la nuit du samedi 16 mars 1190, Chabbat précédent la Pâque juive, les Juifs comprirent qu'ils ne pourraient résister au siège et que fort probablement ils allaient devoir choisir entre la mort ou la conversion forcée. Le Rabbi Yom Tov de Joigny, se tourna alors vers eux et leur rappela les actes de leurs ancêtres qui avaient sanctifié le Nom divin dans des circonstances similaires dans des communautés de Schum. Simon Dubnow lui attribue ces paroles
« Dieu de nos ancêtres, qui lui dira quoi faire ?! Celui qui nous ordonne aujourd'hui de mourir pour notre Torah, et voila que la mort est à notre porte. Je suis sûr que vous ne songez pas, Dieu en préserve, à quitter notre sainte Torah pour une heure de vie, et choisir un sort qui sera pour les hommes respectables plus dur que la mort, vivre comme des traîtres, dépendants de la miséricorde des ennemis [...]. Ainsi, si le Créateur nous demande aujourd'hui de rendre la vie qu'Il nous a donné, rendons la Lui de nos propres mains, comme nombreux de notre peuple ont su le faire lors d'autres décrets. »
À la fin du discours du rabbin Yom Tov, les Juifs barricadés qui n'acceptaient pas sa demande furent autorisés à sortir de la tour. Ceux qui restèrent mirent le feu au donjon pour détruire les biens qu’ils avaient emportés. Puis, avant de se suicider, les pères de chaque famille tuèrent leurs femmes et leurs enfants. On raconte que le rabbin Yom Tov se suicida le dernier. Ceux qui avaient choisi de ne pas se suicider et qui avaient survécu à l’incendie furent tués par les assaillants le lendemain matin. Selon un compte rendu, environ 150 Juifs soient entre 20 et 40 familles périrent dans ce pogrom. Certains des survivants furent vendus comme esclaves sur les marchés des villes à proximité.
À la suite du massacre, William Longchamp, représentant du Royaume en l'absence de Richard Ier, furieux de l'insulte faite à la Couronne qui avait les Juifs sous sa protection, imposa de lourdes amendes à 52 importants citoyens d'York. Il expulsa également les dirigeants des émeutes, tous avaient des dettes envers les Juifs.

## Conséquences
Le massacre et le suicide collectif font environ 150 morts parmi la communauté juive d'York.
Immédiatement après le massacre de 1190, la présence juive d'York disparaît pour plusieurs années. Pourtant, près de 20 ans après, une communauté juive se réinstalle dans la cité anglaise,.
La communauté juive s'est renouvelée plusieurs années après le massacre, mais une centaine d’années plus tard elle disparaît finalement, en 1290, avec l'expulsion des Juifs d'Angleterre, qui restera en vigueur jusqu'au XVIIe siècle.
Depuis ce pogrom, les Juifs d'Angleterre ont pris sur eux-mêmes de ne pas passer la nuit dans la ville d'York, et cette décision est même mentionnée dans différents livres d'Halakha (loi juive). Cette coutume est pratiquée encore aujourd'hui. Ainsi de nombreux Juifs commerçant à York, préfèrent voyager tous les soirs vers une banlieue lointaine de la ville pour passer la nuit et revenir à York chaque matin pour leur travail.

## Historiographie
Le rabbin Ephraïm de Bonn, contemporain des évènements d'York, a livré un témoignage de cette émeute et du massacre dans son ouvrage Livre du Souvenir,.
« Afterwards, in the year 4551 the Wanders came upon the people of the Lord in the city of Evoric in England, on the Great Sabbath [before Passover] and the season of the miracle was changed to disaster and punishment. All fled to the house of prayer. [...] The number of those slain and burned was one hundred and fifty souls, men and women, all holy bodies. Their houses moreover they destroyed, and they despoiled their gold and silver [...]. »
« Ensuite, durant l’année 1191, s'est levé le mal contre le Peuple de Dieu dans la ville d'York en Angleterre le Chabbat précédent Pâques, et l'instant du miracle s'est transformé en punition. Ils s'enfuirent vers un lieu de prière. [...] Le nombre de tués et de brûlés s’élève à cent cinquante, hommes et femmes, tous corps sacrés. Leurs maisons furent également détruites, leur or et leur argent pillés [...]. »

## Commémoration
En 1978, une plaque commémorative a été érigée dans la tour de Clifford reconstruite.
En décembre 2022, les autorités organisent une célébration dans la tour Clifford pour Hanoucca. Il s'agit de la première célébration de cette fête juive dans la tour depuis le massacre de 1190.